# Fête de l'escargot (Bompas)
De Fête de l'escargot (slakkenfeest) is een Catalaans evenement dat jaarlijks in juli gehouden wordt in Bompas, een dorp in de Franse Pyrénées-Orientales.
Het feest was voor het eerst opgezet in een tijd dat het dorpje op sterven na dood was. Het heeft bijgedragen aan de opleving van Bompas en is verworden tot een typisch feest van de oostelijke Pyreneeën in Frankrijk: de Catalaanse cultuur wordt er gevierd met aioli, escargot, rugby, petanque en de sardana, een Catalaanse volksdans. Gedurende drie dagen leeft de stad op het ritme van muziek door lokale muziekbandjes, aperitieven, barbecues, en de cargolades. Er worden gedurende deze dagen meer dan 160.000 slakken geconsumeerd.